# 江南园林志
《江南园林志》是一部由中国建筑学家童寯撰写的书籍，介绍了（苏州）、杭（杭州）、沪（上海）、宁（南京）一带的江南园林。童寯在抗日战争前访问了大量的江南著名园林，进行实地考察和测绘摄影。此书汇聚了这些成果。1937年，书籍完成编写。原计划由北京中国营造学社出版，但因抗日战争未能实现。1963年，中国工业出版社出版了该书籍。1984年，中国建筑工业出版社再版了该志。再版时，增收《随园考》一文，补充图片，现收图片共340多幅。
《江南园林志》是中国最早采用现代方法进行测绘、摄影的古园专著，具有极高的学术、文化价值。

## 内容
本书目录如下：
- 序
- 著者原序
- 文献举略
- 造园
- 假山
- 沿革
- 现状
- 杂识

《江南园林志》共分为文字和图片两部分。造园、假山、沿革、现状和杂识均为文字部分，介绍了中国造园的传统特色和一般原则、假山艺术、江南各地著名园林的沿革、现状、艺术特点并作出了点评。再版时，增收《随园考》一文，补充图片，现藏图片340余幅，但部分图片原底便不清晰，而且据说照片遭过水渍，呈现效果不佳。书中还画有各园各林的平面图。
书中论述的一部分园林，有的现在已经受损或被毁。日后如要修复研究古园，平面图、文字等内容都极为有用。